# Белогуш пчелояд
Белогуш пчелояд (Merops albicollis) е вид птица от семейство Meropidae.

## Разпространение
Видът е разпространен в Ангола, Бенин, Буркина Фасо, Бурунди, Габон, Гамбия, Гана, Гвинея, Гвинея-Бисау, Джибути, Екваториална Гвинея, Еритрея, Етиопия, Замбия, Йемен, Камерун, Република Конго, Демократична република Конго, Кот д'Ивоар, Кения, Либерия, Мавритания, Нигер, Нигерия, Руанда, Саудитска Арабия, Сенегал, Сиера Леоне, Сомалия, Судан, Танзания, Того, Уганда, Централноафриканската република, Чад и Южен Судан.